# Steelman Partners
A Steelman Partners é uma empresa americana de arquitetura internacional especializada em arquitetura de entretenimento, design de interiores, design de iluminação, design gráfico, design 3D e planejamento comunitário.  A empresa projetou cassinos e resorts integrados em todo o mundo. 

## Funcionários
Steelman Partners tem 250 funcionários em todo o mundo, incluindo 150 em sua sede no sul de Nevada. 

## Fundador
Paul Steelman foi funcionário da Wasleski Steelman, da cidade de Atlantic City, da Golden Nugget e das empresas MGM Mirage depois de se formar na Clemson University em 1977. Em 1987, ele fundou sua própria empresa, a Paul Steelman Ltd. Architect. O nome da empresa agora é Steelman Partners, LLP. 
- Casino Gran Via [4]
- Circa Resort & Casino [5]
- The Darling Gold Coast [6]
- First Light Resort and Casino [2]
- Galaxy Macau Fase II [7]
- Grand Ho Tram Strip [8]
- Imperial Pacific Resort and Hotel [9]
- Jupiters Gold Coast [10]
- NagaWorld Cambodia [11]
- Naga 2 at NagaWorld Cambodia [12]
- Naga 3 at NagaWorld Cambodia [13]
- The Playground em Atlantic City [14]
- Resorts World Las Vegas [15]
- Sands Macau [16]
- Sochi Casino & Resort [17]
- Solaire Resort & Casino [18]
- Steel Pier [19]
- Sunseeker Resort [20]

|  |  |  |  |
|  |  |  |  |